# Нове Лушніково
Нове Лу́шніково (рос. Новое Лушниково) — присілок у складі Кетовського району Курганської області, Росія. Входить до складу Падерінської сільської ради.
Населення — 269 осіб (2010, 253 у 2002).